# Stile Brâncoveanu

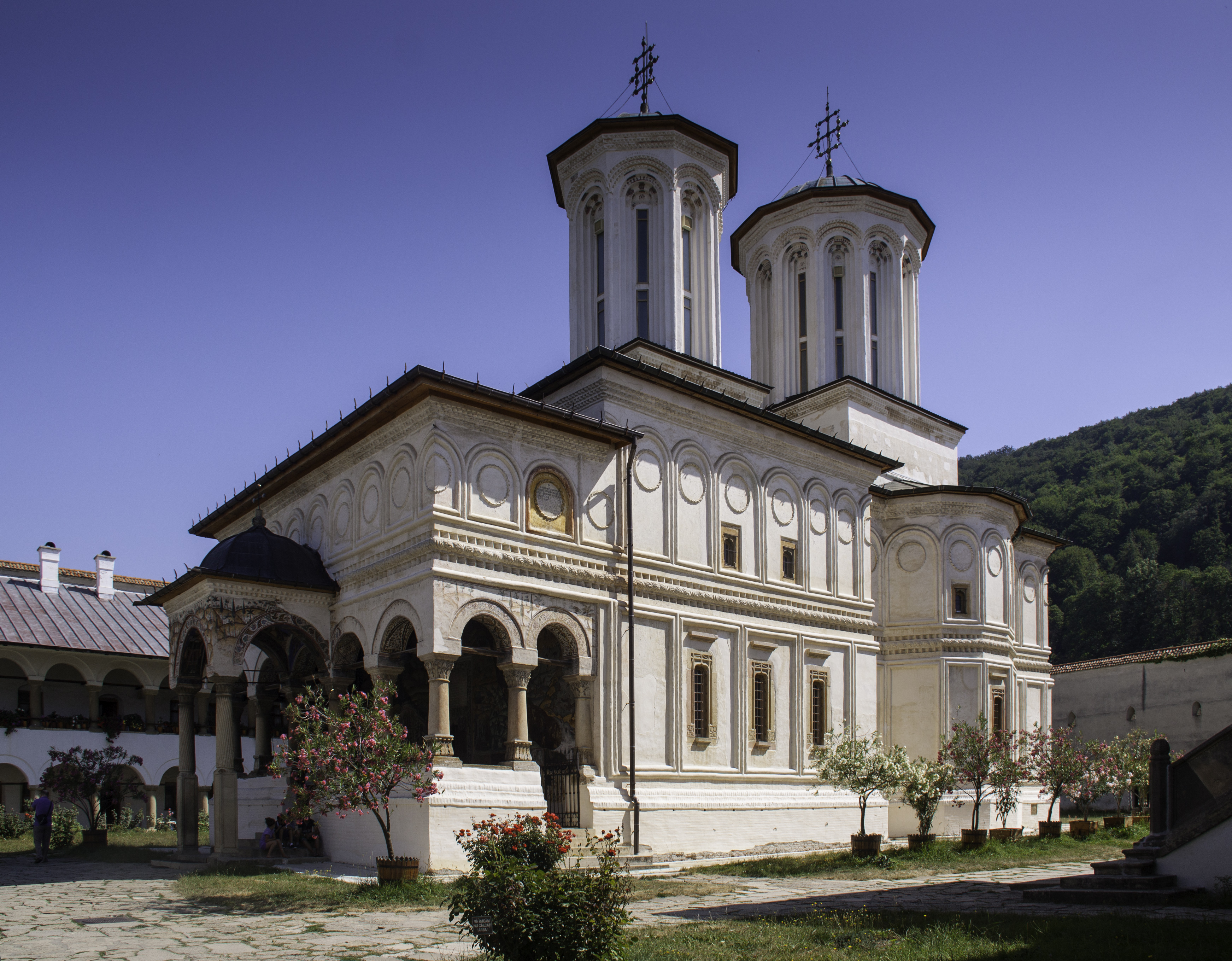
Il monastero di Horezu, uno dei maggiori esempi dello stile Brâncoveanu

Lo stile Brâncoveanu è uno stile artistico e architettonico che si sviluppò durante l'amministrazione del principe Constantin Brâncoveanu (1688-1714) in Valacchia, parte dell'Impero ottomano, tra la fine del Seicento e gli inizi del Settecento.

## Descrizione
Lo stile architettonico del periodo di Constantin Brâncoveanu e immediatamente successivo è una fusione di elementi di architettura bizantina, ottomana, tardo rinascimentale e barocca, mescolando le caratteristiche delle chiese ortodosse con l'architettura islamica dominante nell'Impero ottomano.
Tra i maggiori esempi di questo stile è il monastero di Horezu (1690-1702), nel quale Constantin Brâncoveanu intendeva farsi seppellire, iscritto dal 1993 nella lista dei Patrimoni dell'umanità dell'UNESCO.
Alla fine dell'Ottocento, lo stile Brâncoveanu ha ispirato l'architetto Ion Mincu, iniziatore dello stile architettonico "neo-romeno", una commistione di influssi della tradizione architettonica locale, eclettici e modernisti.

## Esempi

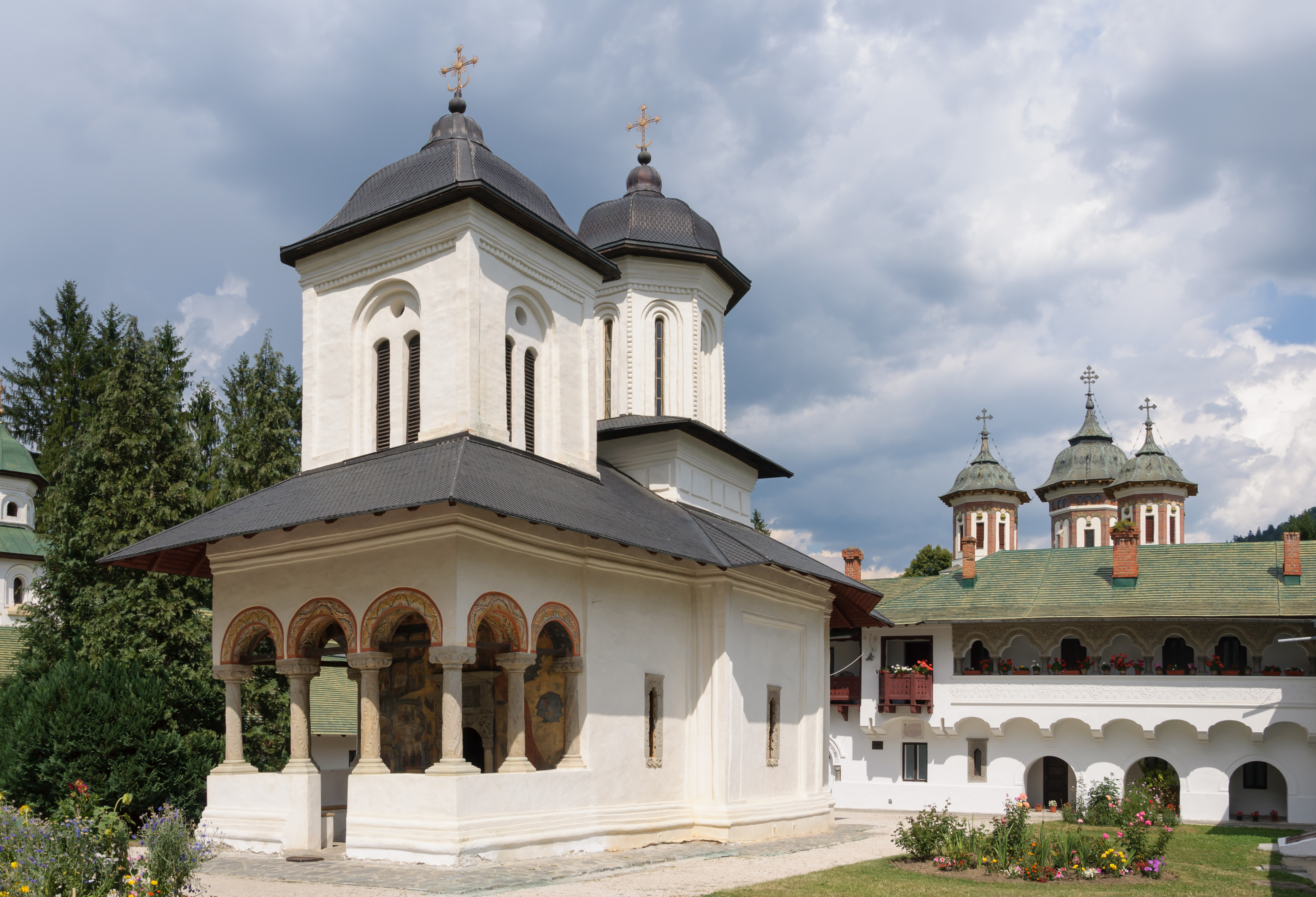
Chiesa vecchia del monastero di Sinaia, a Sinaia  (1690-1695)
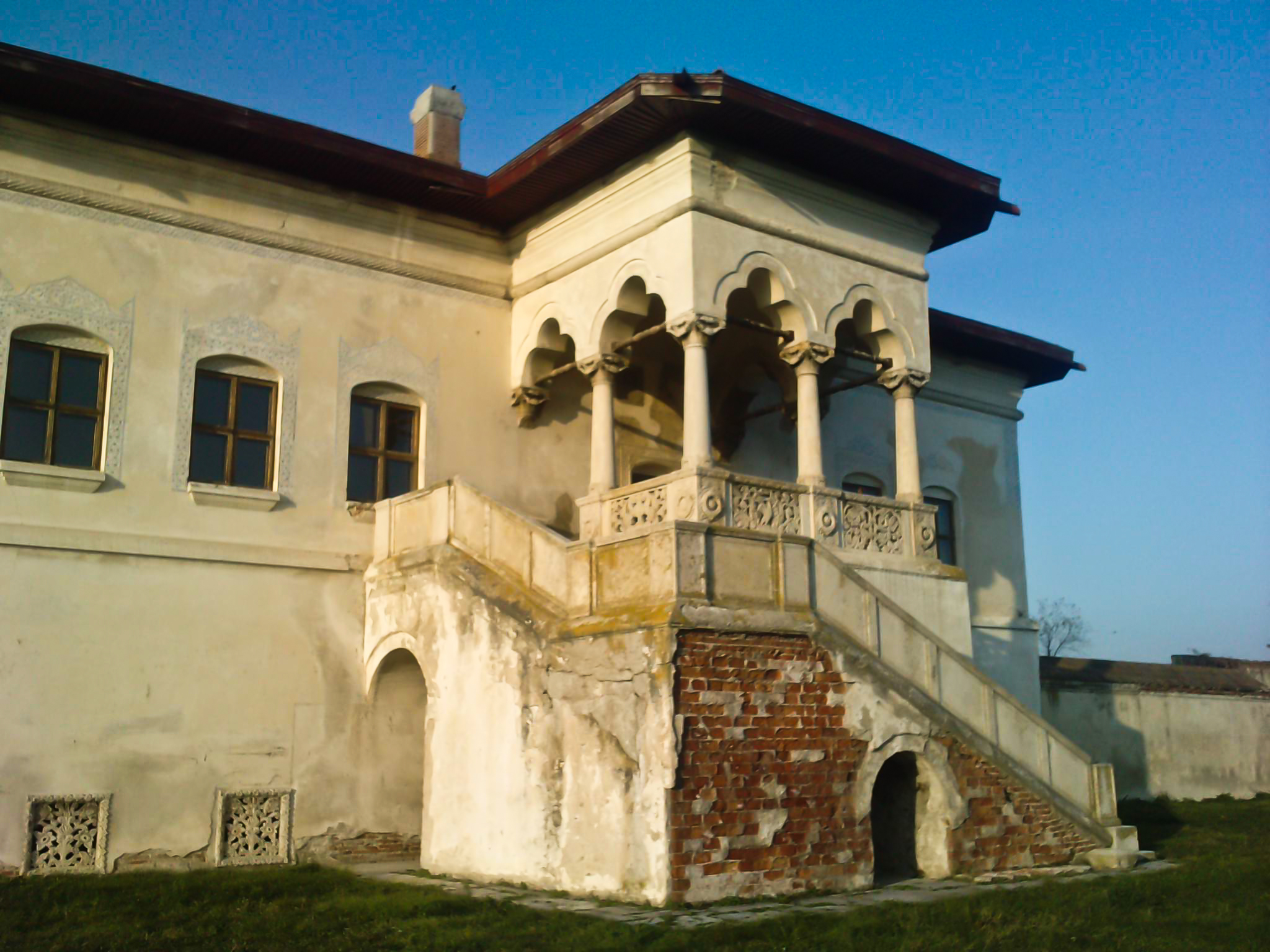
Palazzo di Constantin Brâncoveanu, a Potlogi (1698)
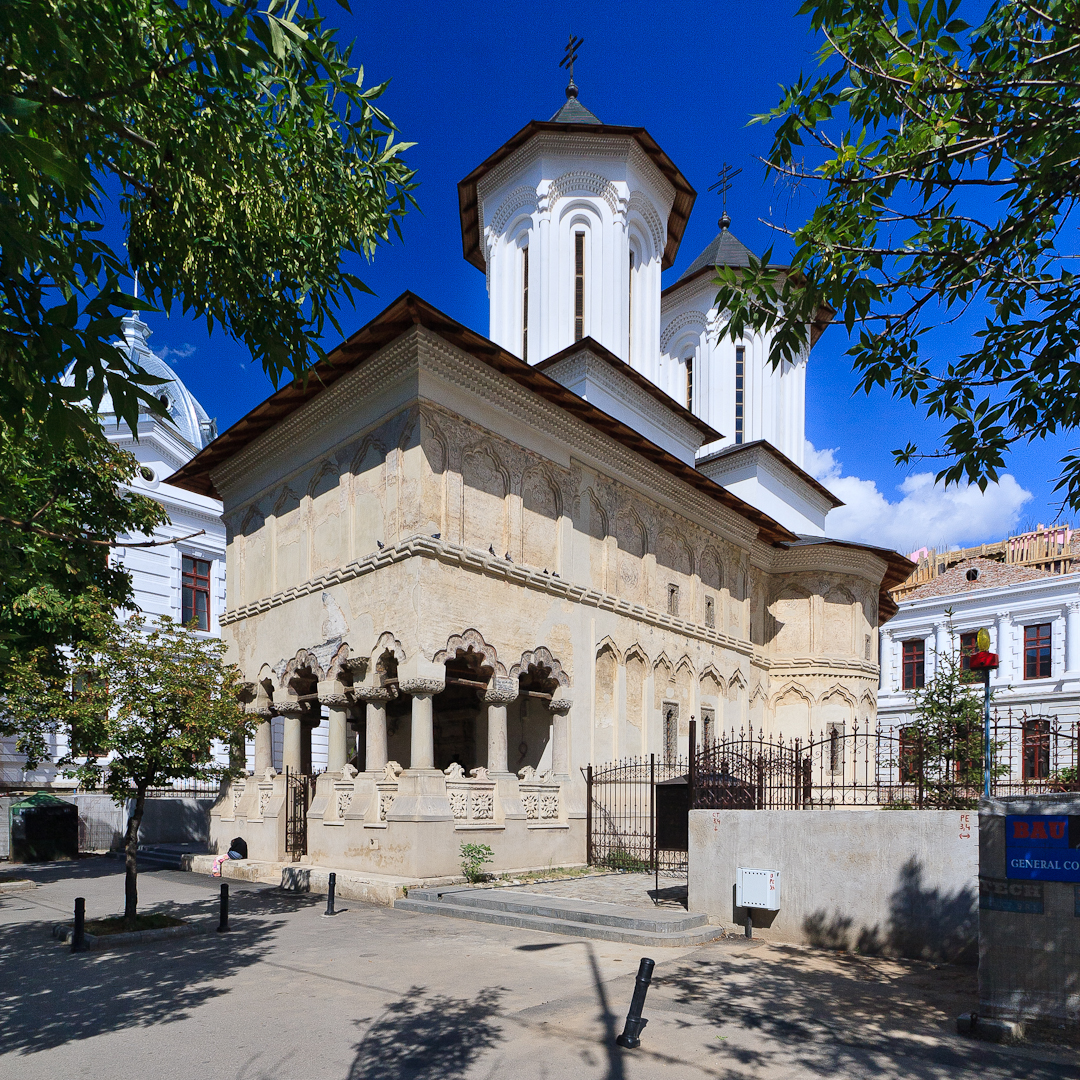
Chiesa del monastero di Colţea a Bucarest (1701-1715)
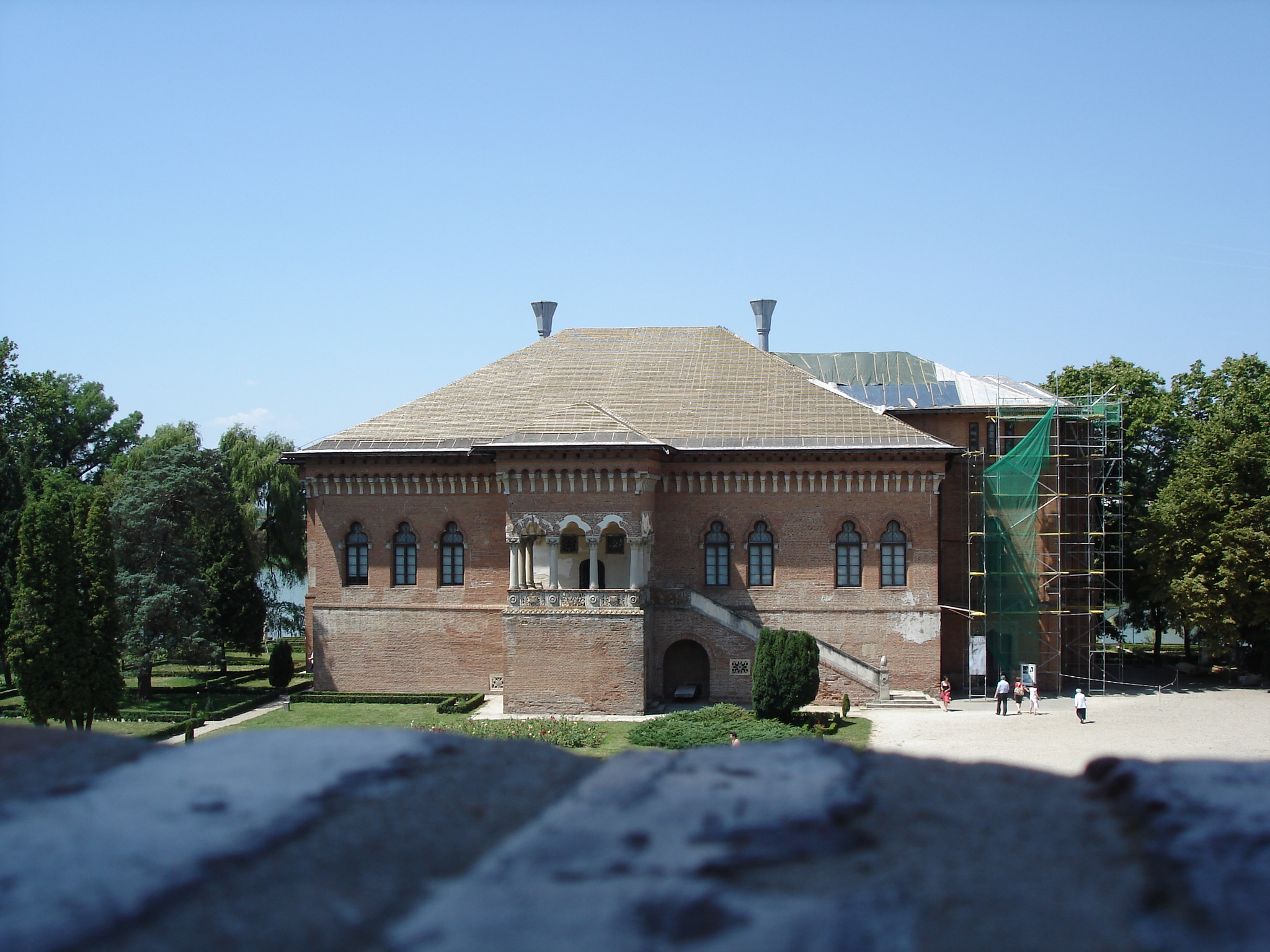
Palazzo di Mogoșoaia, presso Bucarest (1702)
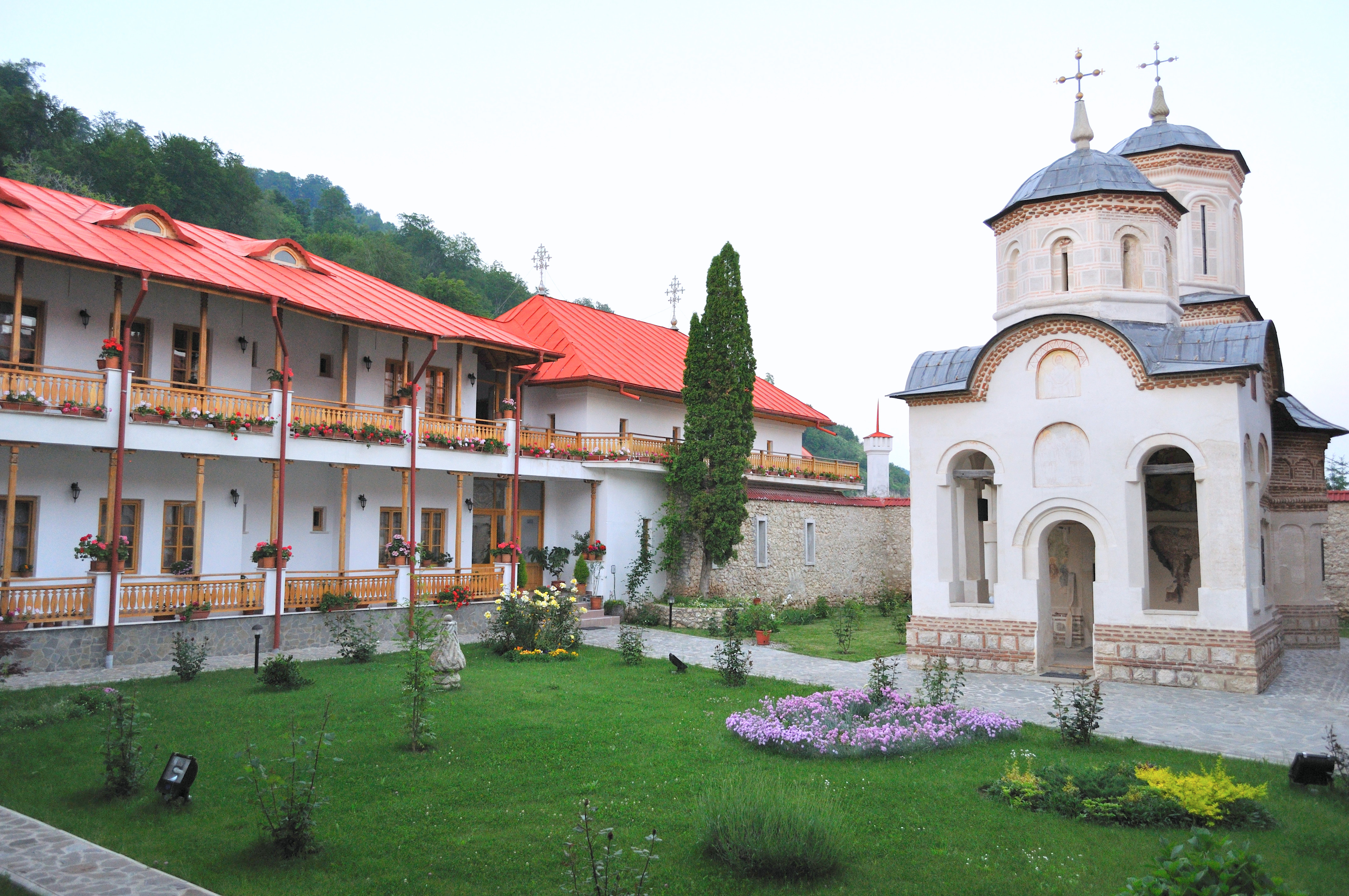
Monastero di Arnota a Costești (ricostruzione 1705-1706)
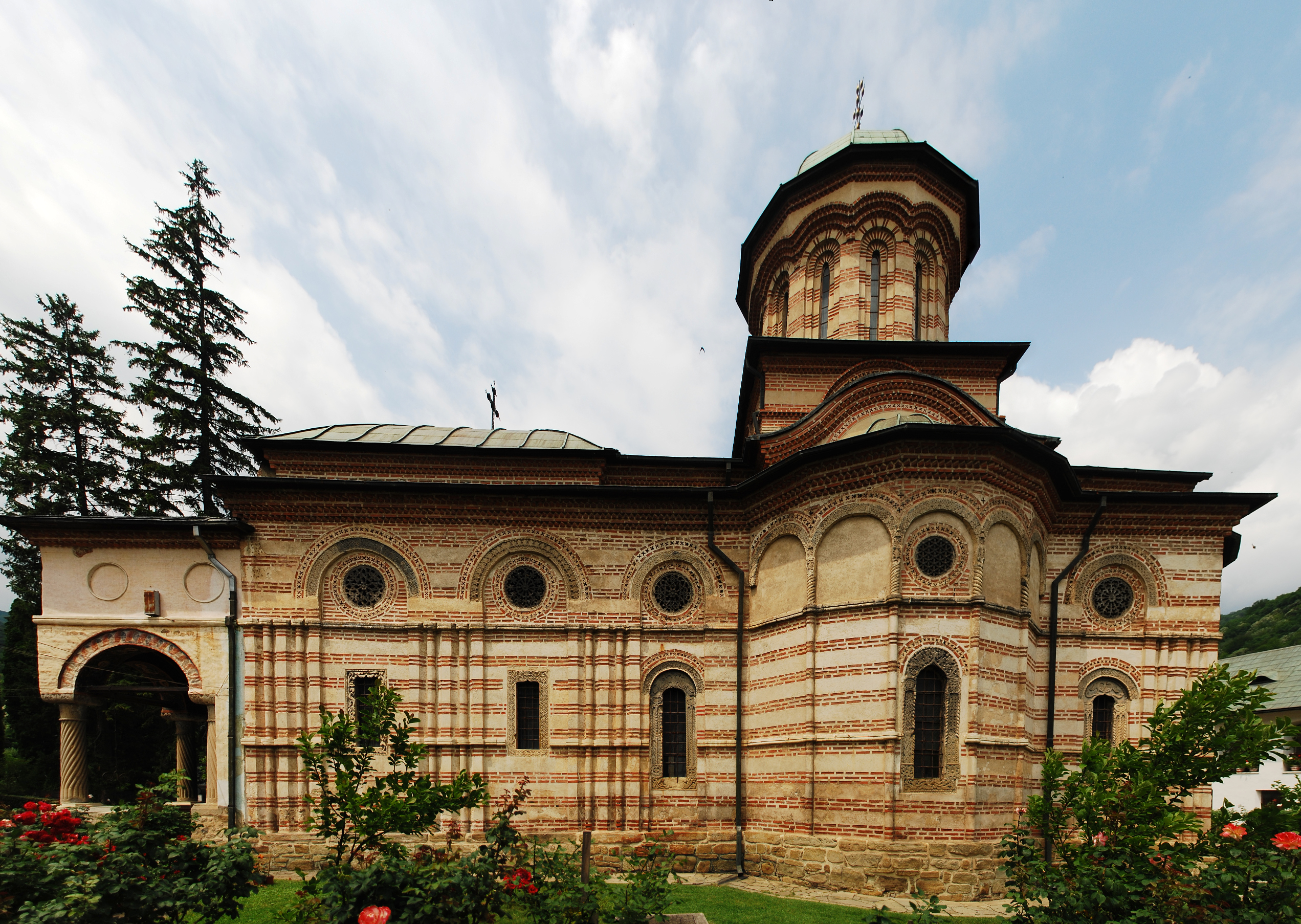
Chiesa della Santa Trinità del monastero di Cozia a Călimănești (1707)
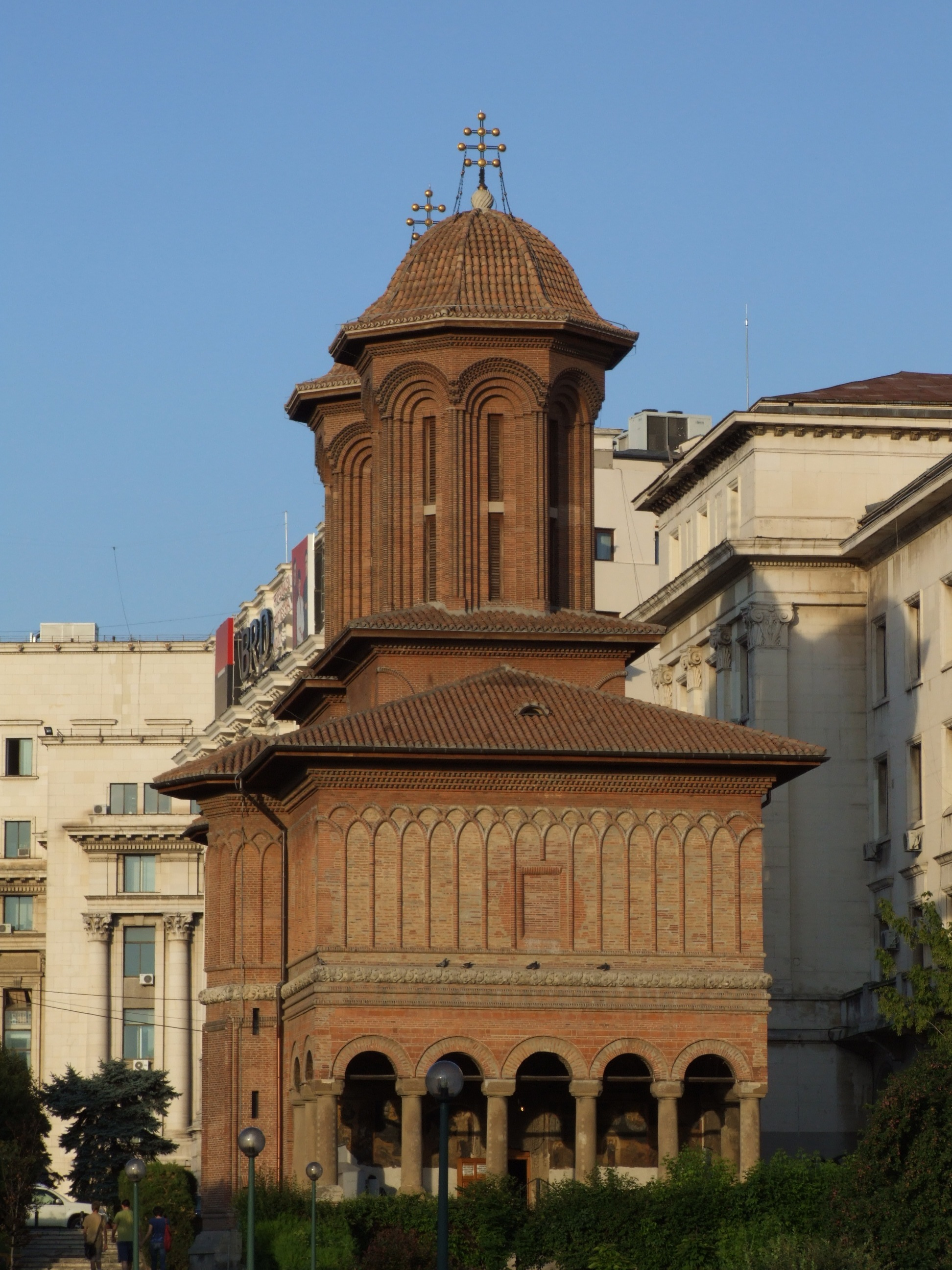
Chiesa Kretzulescu  a Bucarest (1720-1722)
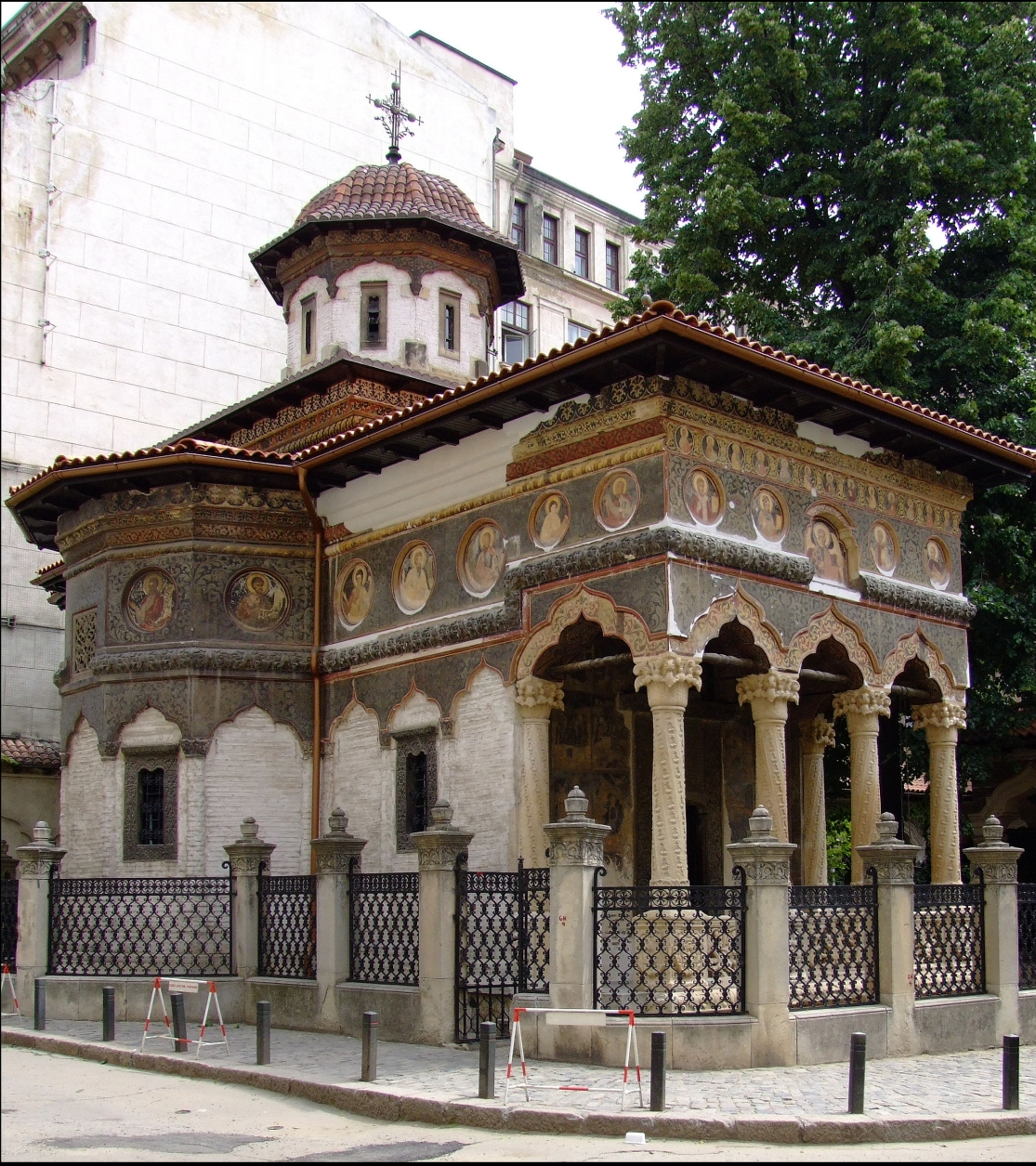
Chiesa Stavropoleos a Bucarest (1724)